# Fusible
Un fusible elèctric (o simplement fusible) és un dispositiu elèctric capaç de protegir un circuit, un aparell o una instal·lació elèctrica contra sobrecàrregues o sobrecorrents (causat per exemple per curtcircuits). El fusible està compost per un cartutx, travessat per un fil conductor de prim en el qual passa el corrent nominal del circuit a protegir; aquest fil conductor és l'element real fusible, amb un rang amperomètric molt precís. Quan es produeix un sobrecorrent, el filament es fon i fa que el circuit s'obri.

## Història
Breguet va recomanar l'ús de conductors de secció reduïda per protegir les estacions de telègraf dels llamps; en fondre's, els cables més petits protegirien els aparells i el cablejat dins de l'edifici. Ja el 1864 s'utilitzaven diversos elements fusibles de filferro o làmina per protegir els cables telegràfics i les instal·lacions d'il·luminació.
Un fusible va ser patentat per Thomas Edison el 1890 com a part del seu sistema de distribució elèctrica.

## Funcionament
El fusible està format per un conductor concebut i calibrat perquè es fongui en circular a través seu un corrent superior al determinat. El pas de corrent produeix un augment de la temperatura del conductor (per efecte Joule), si aquest corrent excedeix el valor nominal del fusible, la temperatura del conductor assoleix la temperatura de fusió del conductor tot obrint el circuit.
L'encapsulat del fusible garanteix l'aïllament del conductor amb el medi, tot evitant contactes involuntaris i les possibles conseqüències de la fusió del conductor. Aquest està format per un material aïllant (aire, sorra, líquid,..) que ofega l'arc elèctric que es crea en el moment d'obrir el circuit en tensió i una coberta que pot ser de vidre, ceràmica o plàstica que fa de contenidor del conjunt.

## Construcció[4]

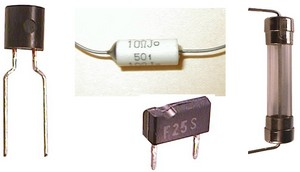
Alguns fusibles utilitzats en electrònica

Un fusible modern està format per un filferro o una tira de metall o aliatge que es pugui fondre, muntat en un cos aïllant i connectat a dues peces de connexió. El cos pot contenir aire, o un material destinat a absorbir l'energia tèrmica alliberada durant la fusió: pols de sílice, líquid aïllant, etc... Normalment, aquest condicionament requereix l'ús d'un porta-fusible per connectar el fusible al circuit elèctric.
La naturalesa del fusible metàl·lic varia segons els tipus de fusible i els fabricants (zinc, plata, alumini, aliatge d'estany, etc.), i la tecnologia d'aquest material és especialment complexa. Els primers fusibles eren en forma de filferro nu, el color i la ductilitat recordaven el plom i que l'usuari havia d'enrotllar al voltant de terminals metàl·lics sobre un suport ceràmic. Això va donar lloc al nom familiar (i erroni) de "plom" per designar un fusible, així com alguns derivats d'argot ("fondre els ploms", etc.).

## Paràmetres Característics[6]

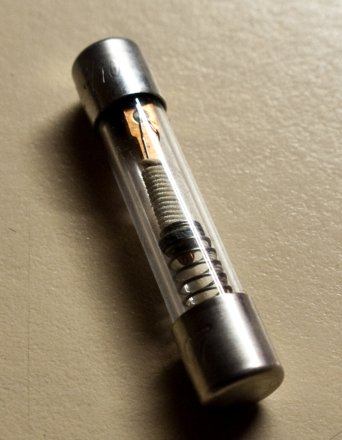
Un fusible retardat de 250 V de en temps que interrompre un corrent de 0,3 A després de 100s, o un corrent de 15 A en 0,1 s. 32mm (1 1/4 ") de llarg.

Tensió nominal [V]: La tensió de treball de la instal·lació o aparell a protegir.
Corrent nominal [A]: Corrent màxim que pot circular per ell sense provocar l'obertura del circuit.
Poder de Tall [kA]: El corrent màxim que pot suportar l'encapsulat sense deteriorar-se.
Tipus: en funció del tipus de protecció que ha d'oferir ja siguin curtcircuits o sobrecàrregues
| Tipus | Denominació             | Usos                                                                                      |
| ----- | ----------------------- | ----------------------------------------------------------------------------------------- |
| B     | Domèstic                | protecció contra curtcircuits                                                             |
| gl    | Industrial              | protecció contra curtcircuits i sobrecàrregues                                            |
| aM    | General d'Acompanyament | protecció contra curtcircuits, necessiten un interruptor automàtic per les sobrecàrregues |

Corba de fusió: La velocitat en què s'arriba al punt de fusió que pot ser ràpida o lenta.
És la característica I-t del fusible, aquesta pot ser ràpida o lenta com es pot veure a la figura.
Tots aquests paràmetres estan normalitzats i es recullen a la norma IEC-60269.

## Fusibles per a vehicles[7]

Fusibles utilitzats en vehicles.

Estan dissenyats específicament per a vehicles de transport, amb unes dimensions i una forma que permeten una major practicitat i permeten protegir els circuits elèctrics del cotxe, per protegir-se dels curtcircuits i no causar danys en altres elements del circuit. Solen ser de 12- 24V, però sovint és possible trobar-los fins i tot des de 48V. En els vehicles podem trobar 4 tipus de fusibles estàndard (antigament també s'utilitzava el fusible Bosch): Mini perfil baix, mini estàndard, mitjà, maxi.
L'esquema de colors que s'utilitza és el següent (per a mini i mitjà): 

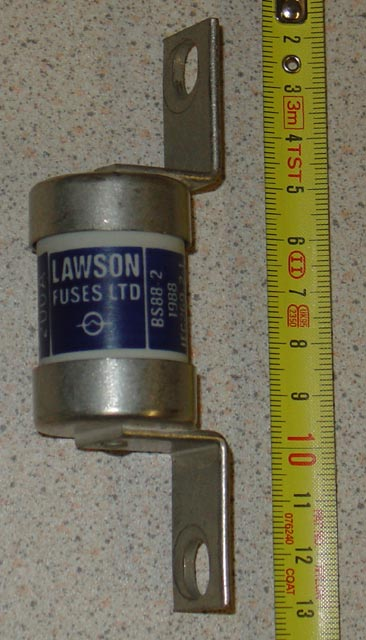
Fusible Industrial 200 A. 80 kA de Poder de Tall.

| Color       | Intensitat        |
| Negre       | 1A (només mitjà)  |
| gris        | 2A                |
| Morat       | 3A                |
| Rosa        | 4A                |
| taronja     | 5A                |
| Marró       | 7.5A              |
| vermell     | 10A               |
| Blau-Blau   | 15A               |
| groc        | 20A               |
| transparent | 25A               |
| verd        | 30A               |
| Verd-blau   | 35A (només mitjà) |
| ambre       | 40A (només mitjà) |

Mentre que per al maxi: 
| color       | Intensitat          |
| groc        | 20A                 |
| gris        | 25A (poc utilitzat) |
| verd        | 30A                 |
| Marró       | 35A (poc utilitzat) |
| taronja     | 40A                 |
| vermell     | 50A                 |
| Blau-Blau   | 60A                 |
| taronja     | 70A                 |
| transparent | 80A                 |
| Morat       | 100A                |

## Altres protectors de circuits

### Fusibles de restabliment propi
En algunes situacions particulars en què el curtcircuit o la sobrecàrrega poden ser freqüents i normalment, per evitar substituir els fusibles amb freqüència, s'utilitzen models particulars que es poden restablir automàticament quan la causa cessa. A la pràctica consisteixen en una resistència " PTC " (coeficient de temperatura positiva) o una resistència de valor relativament baixa capaç d'augmentar la seva resistència amb la temperatura: quan se supera un valor actual, l'augment de temperatura del dispositiu provoca un augment ràpid de la seva resistència que redueix d'aquesta manera el corrent. Un cop eliminada la causa que determina la intervenció, la seva temperatura torna a valors propers a l'ambiental, restablint el funcionament del dispositiu protegit amb aquesta tècnica. Sovint s'utilitzen en les fonts d'alimentació de commutació dins dels ordinadors de sobretaula.

### Fusibles tèrmics
Els fusibles tèrmics (anomenats TCO, tèrmics cut-off) tenen el poder de ser interromput quan la temperatura de la metxa (i per tant del medi ambient circumdant) s'excedeix un cert llindar. Els valors de llindar canvien d'un fabricant a un altre, però solen oscil·lar entre 50 De 0 a 300 °C i el seu funcionament es basa en les propietats d'un disc format de làmina bimetall, depenent de l'estat d'encesa / apagada, la seva secció canvia de còncava a convexa i viceversa. Hi ha tipus que es poden restaurar, forçant manualment el full a la posició de treball.

### Limitador de cable
Un limitador de cable és similar a un fusible, però només està destinat a la protecció de cables d'alimentació de baixa tensió. S'utilitza, per exemple, en xarxes on es poden utilitzar diversos cables en paral·lel. No està pensat per proporcionar protecció contra sobrecàrregues, sinó que protegeix un cable que està exposat a un curtcircuit. Les característiques del limitador s'adapten a la mida del cable, de manera que el limitador evita una fallada abans que es faci malbé l'aïllament del cable.

## Paquets i materials

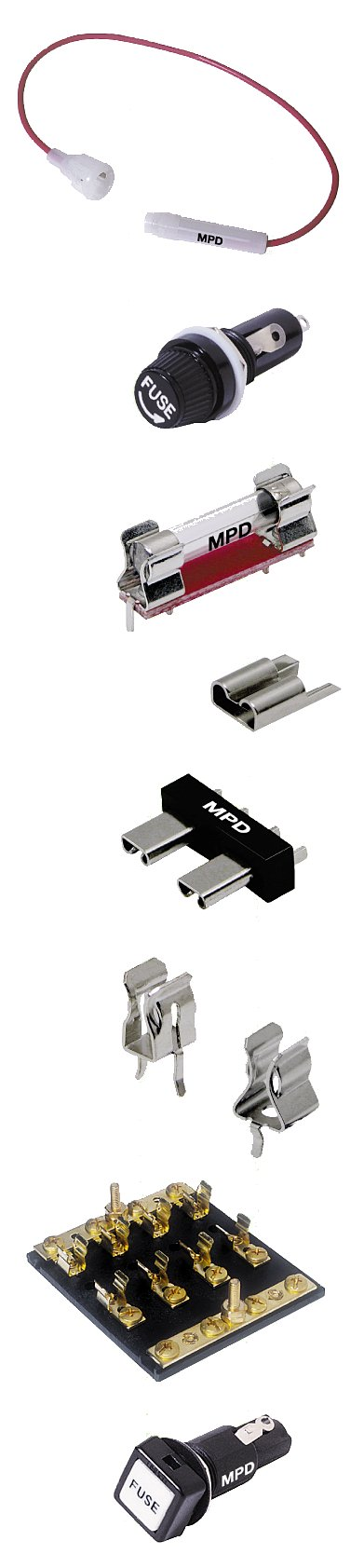
Diversos suports per a fusibles de virola de cartutx

Els fusibles tenen una gran varietat de mides i estils per servir en moltes aplicacions, fabricats amb dissenys de paquets estandarditzats per fer-los fàcilment intercanviables. Els cossos de fusibles poden ser de ceràmica, vidre, plàstic, fibra de vidre, laminats de mica o moldejat de fibra comprimida segons aplicació i classe de tensió.
Els fusibles de cartutx (virolla) tenen un cos cilíndric acabat amb tapes metàl·liques. Alguns fusibles de cartutx es fabriquen amb tapes d'extrem de diferents mides per evitar la inserció accidental d'un fusible incorrecte en un suport, donant-los una forma d'ampolla.
Els fusibles per a circuits d'alimentació de baixa tensió poden tenir una fulla de cargol o una etiqueta de terminal que està subjecta amb cargols a un portafusibles. Alguns terminals de tipus fulla estan subjectes per clips de molla. Els fusibles de fulla sovint requereixen l'ús d'una eina extractora de propòsit especial per treure'ls del portafusibles.
Els fusibles renovables tenen elements de fusible reemplaçables, la qual cosa permet que el cos del fusible i els terminals es reutilitzin si no es fan malbé després d'un funcionament del fusible.
Els fusibles dissenyats per soldar a una placa de circuit imprès tenen conductors de filferro. Els fusibles de muntatge en superfície tenen coixinets de soldadura en comptes de cables.
Els fusibles d'alta tensió del tipus d'expulsió tenen tubs de plàstic reforçats amb fibra o vidre i un extrem obert, i poden substituir l'element del fusible.
Els fusibles semi-tancats són portadors de cables de fusibles en els quals es pot substituir el cable fusible. El corrent exacte de fusió no es controla tan bé com un fusible tancat, i és extremadament important utilitzar el diàmetre i el material correctes quan substituïu el cable del fusible, i per aquests motius aquests fusibles van caient a poc a poc.
Aquests encara s'utilitzen a les unitats de consum d'algunes parts del món, però són cada cop menys comuns.
Tot i que els fusibles de vidre tenen l'avantatge d'un element fusible visible per a finalitats d'inspecció, tenen una capacitat de ruptura baixa (capacitat d'interrupció), que generalment els restringeix a aplicacions de 15 A o menys a 250 VAC. Els fusibles de ceràmica tenen l'avantatge d'una capacitat de ruptura més gran, facilitant-ne l'ús en circuits amb intensitat i tensió més alts. Omplir el cos del fusible amb sorra proporciona un refredament addicional de l'arc i augmenta la capacitat de ruptura del fusible. Els fusibles de mitjana tensió poden tenir embolcalls plens de líquid per ajudar a l'extinció de l'arc. Alguns tipus d'aparells de distribució utilitzen fusibles immersos en l'oli que omple l'equip.
Els paquets de fusibles poden incloure una funció de rebuig, com ara un pin, una ranura o una pestanya, que impedeix l'intercanvi de fusibles semblants. Per exemple, els portafusibles per a fusibles de classe RK nord-americans tenen un pin que impedeix la instal·lació de fusibles de classe H d'aspecte similar, que tenen una capacitat de ruptura molt menor i un terminal de fulla sòlida que no té la ranura del tipus RK.

## Dimensions
Els fusibles es poden construir amb carcasses de diferents mides per evitar l'intercanvi de diferents classificacions de fusibles. Per exemple, els fusibles d'estil d'ampolla distingeixen entre classificacions amb diferents diàmetres de tap. Els fusibles de vidre d'automoció es van fabricar en diferents longituds, per evitar que s'instal·lin fusibles d'alta classificació en un circuit destinat a una classificació inferior.

### Característiques especials
El cartutx de vidre i els fusibles d'endoll permeten la inspecció directa de l'element fusible. Altres fusibles tenen altres mètodes d'indicació que inclouen:
- El passador indicador o el punter — s'estén fora de la tapa del fusible quan l'element es bufa.
- Disc indicador: un disc de color (muntat encastat a la tapa del fusible) cau quan l'element es bufa.
- Finestra d'element: una petita finestra integrada al cos del fusible per proporcionar una indicació visual d'un element bufat.
- Indicador d'encesa extern: funció similar a la del percutor, però es pot connectar externament (mitjançant clips) a un fusible compatible.

Alguns fusibles permeten fixar un microinterruptor o una unitat de relé per a un propòsit especial al cos del fusible. Quan l'element del fusible funciona, el pin indicador s'estén per activar el micro interruptor o relé, que, al seu torn, desencadena un esdeveniment.
Alguns fusibles per a aplicacions de mitjana tensió utilitzen dos o tres barrils separats i dos o tres elements de fusible en paral·lel.

## Estàndards de fusibles

### Fusibles IEC 60269

Secció transversal d'un portafusibles de cargol amb fusible Diazed

La Comissió Electrotècnica Internacional publica la norma 60269 per a fusibles de potència de baixa tensió. L'estàndard està en quatre volums, que descriuen requisits generals, fusibles per a aplicacions industrials i comercials, fusibles per a aplicacions residencials i fusibles per protegir els dispositius semiconductors. La norma IEC unifica diversos estàndards nacionals, millorant així la intercanviabilitat dels fusibles en el comerç internacional. Tots els fusibles de diferents tecnologies provats per complir els estàndards IEC tindran característiques similars de temps i corrent, la qual cosa simplifica el disseny i el manteniment.

## Símbol Unicode
El caràcter Unicode del símbol esquemàtic del fusible, que es troba al bloc de Tècnica diversa, és U+23DB (⏛).